# Kuai Xiang
Kuai Xiang en chino simplificado 蒯祥; (Xiangshan, 1377–1451) fue un arquitecto e ingeniero chino ampliamente conocido como diseñador de la Ciudad Prohibida y creador de las carpinterías de Xiangshan.

## Trayectoria
Nació en Xukou (Xiangshan), condado de Wu, Suzhou, durante la dinastía Ming. Cuando el emperador Yongle decidió trasladar la capital de Nanjing a Beijing en 1407, se ordenó a Kuai Xiang que diseñara y construyera la Ciudad Prohibida para él.
Kuai Xiang tenía poco más de treinta años cuando el emperador le encargó que diseñara la Ciudad Prohibida. Kuai usó el Palacio Imperial en Nanjing como modelo. Incluyó características de palacios construidos durante las dinastías Tang y Song en su diseño. También se inspiró en los sistemas astronómicos confuciano, taoísta y tradicional. Esto llevó a Kuai varios años, y el primer palacio y las murallas de la ciudad se completaron después de 13 años de trabajos.